# Palosco
Palosco es una localidad y comune italiana de la provincia de Bérgamo, región de Lombardía, con 5.353 habitantes.
Los apellidos Paloschi y Palloschi Archivado el 21 de abril de 2021 en Wayback Machine. parecen ser originados como topónimos de Palosco ( Palösch en  
dialecto bergamasco )

## Evolución demográfica
| Gráfica de evolución demográfica de Palosco entre 1861 y 2001 |
|                                                               |
| Fuente ISTAT - elaboración gráfica de Wikipedia               |